# Vereinigte Liberale
Die „Fraktion der Vereinigten Liberalen“ war eine links-liberale Fraktion innerhalb der Hamburger Bürgerschaft zwischen 1906 und 1918.

## Ursprung und Allgemeines
22 bürgerliche bzw. liberale Mitglieder der Hamburger Bürgerschaft wendeten sich 1906 gegen die Wahlrechtsänderungen (häufig auch Wahlrechtsraub genannt) die vom Hamburger Parlament verabschiedet wurden. Grund der Wahlrechtsänderung war, das weitere Erstarken der Sozialdemokratie zu verhindern und die Mehrheit der Bürgerschaft weiterhin in den Händen der bürgerlichen Eliten zu belassen. Von den 22 Parlamentariern gründeten 13 die „Fraktion der Vereinigten Liberalen“, die aber vielmehr eine links-liberale Partei darstellte als lediglich eine Fraktion. Die neun anderen Abgeordnete, die nicht in die neue Fraktion wechselten, schieden zum Teil wie der ehemalige Vorsitzende der Fraktion der Rechten Albert Wolffson aus ihren Fraktionen aus und blieben fraktionslos. Offiziell wurde dem Präsidenten der Bürgerschaft Julius Engel am 12. September 1906 von Carl Wilhelm Petersen mitgeteilt, dass sich 13 Abgeordnete zu der Fraktion der Vereinigten Liberalen zusammengetan hätten.
Das Wahlrecht änderte sich in der Hinsicht, dass sich eine Hälfte der 160 Mandate, die in so genannten „allgemeinen Wahlen“ gewählt wurden, in zwei Teile aufschlüsselten. Bürger mit einem Steueraufkommen von über 2.500 Mark wählten 48 Abgeordnete, und Bürger mit einem Steueraufkommen von über 1.200 Mark wählten 24 Abgeordnete. Die restlichen acht Mandate nahmen Vertreter aus den Landgebieten ein. So wurde ein Klassenwahlrecht eingeführt, welches einen Großteil der vorigen Wähler deutlich schlechter stellte.
Die Vereinigten Liberalen können ab 1910 als Landesverband der Fortschrittlichen Volkspartei (FVP) angesehen werden. Am 22. Oktober 1918 änderte die Fraktion der Vereinigten Liberalen der Hamburger Bürgerschaft ihren Namen auch offiziell in „Fraktion der Fortschrittlichen Volkspartei“. Ende 1918 gründeten viele bisherige Mitglieder der Vereinigten Liberalen die Deutsche Demokratische Partei mit.

## Profil der Vereinigten Liberalen
Die Vereinigten Liberalen waren die erste bürgerliche Fraktion der Bürgerschaft mit einem eigenen politischen Profil. Die drei bisherigen Fraktionen, „Rechte“, „Linke“ und „Linkes Zentrum“, waren eher durch die Herkunft ihrer Mitglieder zu unterscheiden als durch ein eigenes Programm. Der spätere Bürgermeister Hamburgs, Carl Wilhelm Petersen, der von der Fraktion der Rechten zu den Vereinigten Liberalen stieß, war der Meinung, die „alten“ Fraktionen seien eher an den Stiefeln auseinanderzuhalten als an politischen Überzeugungen. Die Fraktion der Rechten sei die „Fraktion der Lackstiefel“, die des Linken Zentrums die „Fraktion der Wichsstiefel“ und die Linke die „Fraktion der Schmierstiefel“. Neben der neuen Fraktion hatte sich ab 1904 die Fraktion der Sozialdemokraten gebildet, die wie die Liberalen ein eigenes politisches Profil hatten.
Zudem lehnte die Fraktion die einseitigen Interessen der Grundeigentümer ab, die mit vierzig Mandaten ein großes Gewicht in der Bürgerschaft besaßen. Sie stellten in ihrem Programm klar: „Getreu den liberalen Grundsätzen verwerfen wir jede einseitige Interessenpolitik.“ und „Vielmehr halten wir es für unserer Pflicht, bei der Regelung des Staates die Interessen aller Klassen und Berufe stets gleichmäßig im Auge zu behalten.“ Die Verfassung hielt hingegen bis 1917 an der Einteilung innerhalb der Bürgerschaft zwischen den Sitzen der Notabeln, der Grundeigentümer und der allgemein gewählten Abgeordneten fest. Den Vereinigten Liberalen war zudem das freie Glaubensbekenntnis wichtig, welches keinen Nachteil für die Politik ergeben dürfe.

### Die Vereinigten Liberalen und die SPD
Auch wenn der sogenannte Wahlrechtsraub der Grund für die Gründung der neuen Fraktion war, stellten sich die Vereinigten Liberalen erst klar ablehnend gegen die Sozialdemokratie. So schreibt die Fraktion zum Wahlkampf 1907 in ihrem Programm auf der ersten Seite: „Wir bekämpfen deshalb auf das energischste die sozialdemokratische Klassenpolitik, welche darauf gerichtet ist, an Stelle der bestehenden Wirtschaftsordnung kommunistische Ideale zu verwirklichen und die Interessen der Handarbeiter unter Zurücksetzung aller übrigen Interessen im Staatsleben einseitig zur Geltung zu bringen“. So äußerte Carl Wilhelm Petersen in der Bürgerschaft nicht nur einmal, dass es für ihn eine „Ehrenpflicht“ sei, die Sozialdemokratie zu bekämpfen.
Die Liberalen waren vielmehr der Meinung, dass man den Forderungen der Lohnarbeiter nachgeben und eine vernünftige Sozialpolitik einführen und der Sozialdemokratie so das „Wasser abgraben“ müsse. Aufgrund der teilweise ähnlichen tagespolitischen Forderungen der Vereinigten Liberalen und der Sozialdemokratie bildete sich aber schnell eine enge Zusammenarbeit heraus. Ein außerparlamentarisches Beispiel dafür ist die Unterstützung des Streiks im Hamburger Hafen im Jahr 1913.

## Gegner der Vereinigten Liberalen
Die drei „alten“ Fraktionen der Bürgerschaft standen der neuen Fraktion ablehnend gegenüber. Sie waren der Meinung, dass sie mit den Sozialdemokraten zusammen paktierten. So schreibt zum Wahlkampf 1907 die Fraktion des Linken Zentrums über die Vereinigten Liberalen: „Die Fraktion ‚Linkes Zentrum‘ hält es für aussichtslos und gefährlich, die Sozialdemokratie durch fortgesetztes Entgegenkommen bekehren zu wollen und verwirft es grundsätzlich, mit der Sozialdemokratie zu paktieren. Die Fraktion bekämpft eine politische Richtung, die zwar theoretisch sich als Feind der Sozialdemokratie bekennt, in der Praxis aber nur zu oft mit ihr Hand in Hand geht.“ Die Vereinigten Liberalen wurden von ihren politischen Gegnern auch gerne als „Rosa Sozialdemokraten“ beschimpft. Teile der bürgerlichen Presse bezeichneten sie gar als „Urheber einer gefährlichen Umsturzbewegung und Zuhälter der Sozialdemokratie“.

## Ende und Neuanfang der Vereinigten Liberalen
Am Ende des Ersten Weltkrieges versuchte der Senat auf Grund des Druckes der Straße (zum Beispiel der Werft- und Metallarbeiterstreik vom Januar 1918) mit halbherzigen Zugeständnisse die Gemüter zu beruhigen. Die Maßnahme, zwei Mitglieder der Vereinigten Liberalen in den Hamburger Senat zu wählen, veränderte aber an der angespannten Lage nichts. 1917 wurde der Kaufmann Johann Hinrich Garrels und 1918 der spätere Bürgermeister Carl Wilhelm Petersen von der Bürgerschaft zum Senator gewählt.
Im Zuge der Novemberrevolution und der entstehenden demokratischen Weimarer Republik gründete sich im Umfeld der Vereinigten Liberalen die „Deutsche Demokratische Partei“. Bemerkenswert ist die Zusammenarbeit zwischen Sozialdemokraten und Liberalen innerhalb einer stabilen Regierung bis 1933. Dieses enge Vertrauen lässt sich vor allem auch mit den gemeinsamen Kämpfen gegen die „alten Fraktionen“ in der Bürgerschaft bis 1919 erklären.

## Mitglieder der Fraktion der Vereinigten Liberalen (unvollständig)
Friedrich Ablass – Andreas Blunck – Carl Braband – Johannes Büll – Carl Bunzel – Carl Cohn – Johann Hinrich Garrels – Christian Koch – Walter Matthaei – Carl Wilhelm Petersen – Curt Platen – Adolphus Lehnert Wex